# Cisternes de pedra seca
Les Cisternes de pedra seca és una obra de Garcia (Ribera d'Ebre) inclosa a l'Inventari del Patrimoni Arquitectònic de Catalunya.

## Descripció
Cisterna excavada sobre la roca, que es troba delimitada per un mur de pedra seca. La barraca que cobreix el dipòsit és feta de pedra seca, que ha estat encaixada formant un mur de fileres regulars fins a coronar-la amb una filada de lloses planes que es tanquen cap a l'interior formant una volta cònica. Aquesta es troba tapada a l'exterior amb pedres petites. La porta té forma apuntada. La roca on es troba assentada té un lleuger pendent descendent, que facilita que l'aigua de la pluja s'acumuli al dipòsit.